# Palladiusz (Kaminski)
Palladiusz, imię świeckie Gieorgij Kaminski (ur. 8 sierpnia?/20 sierpnia 1896 w Fieodorowce, zm. 6 czerwca 1978) – biskup Rosyjskiego Kościoła Prawosławnego.

## Życiorys
W 1917 ukończył seminarium duchowne w Odessie. W latach 1917–1920 uczył się na uniwersytecie w Noworosyjsku, jednak studiów nie ukończył. 13 czerwca 1920 biskup chersoński Prokop (Titow) wyświęcił go na diakona, zaś 20 czerwca tego samego roku – na kapłana. Przez pierwsze siedem lat kapłaństwa był proboszczem parafii Trójcy Świętej w Nikolskim (obwód chersoński), następnie służył w parafiach św. Jana Teologa w Chersoniu i św. Mikołaja w Mikołajowie. Od 1935 do 1944 utrzymywał się z pracy księgowego. W 1944 na nowo podjął pracę duszpasterską i został proboszczem parafii Ikony Matki Bożej „Wszystkich Strapionych Radość” w Odessie. Od roku następnego służył w soborze Zaśnięcia Matki Bożej w Odessie.
20 marca 1946 biskup chersoński i odeski Sergiusz przyjął od niego wieczyste śluby zakonne. 19 stycznia 1947 mnich Palladiusz został archimandrytą, zaś 30 marca 1947 został biskupem połtawskim i krzemieńczuckim, wyświęcony w Moskwie przez patriarchę Aleksego I, arcybiskupa czkałowskiego i buzułuckiego Manuela oraz arcybiskupa astrachańskiego Filipa. W 1952 został przeniesiony na katedrę wołyńską i rówieńską. Po czterech latach przeniesiony ponownie do eparchii lwowskiej, na której pozostawał przez cztery lata. Od 1960 do 1963 był biskupem orenburskim i buzułuckim, następnie przez dwa lata – arcybiskupem riazańskim, zaś od 1965 do 1968 – woroneskim i lipieckim. W 1968 został arcybiskupem żytomierskim i owruckim. Urząd ten sprawował przez dziewięć lat, po czym został przeniesiony w stan spoczynku z powodu choroby. Zmarł w 1978 i został pochowany w Odessie.
Według wspomnień współczesnych cieszył się szacunkiem wiernych i był zdolnym administratorem w zarządzanych przez siebie eparchiach. Samodzielnie wyrzeźbił ozdobną rakę dla relikwii św. Mitrofana z Woroneża.